# Christine Lang

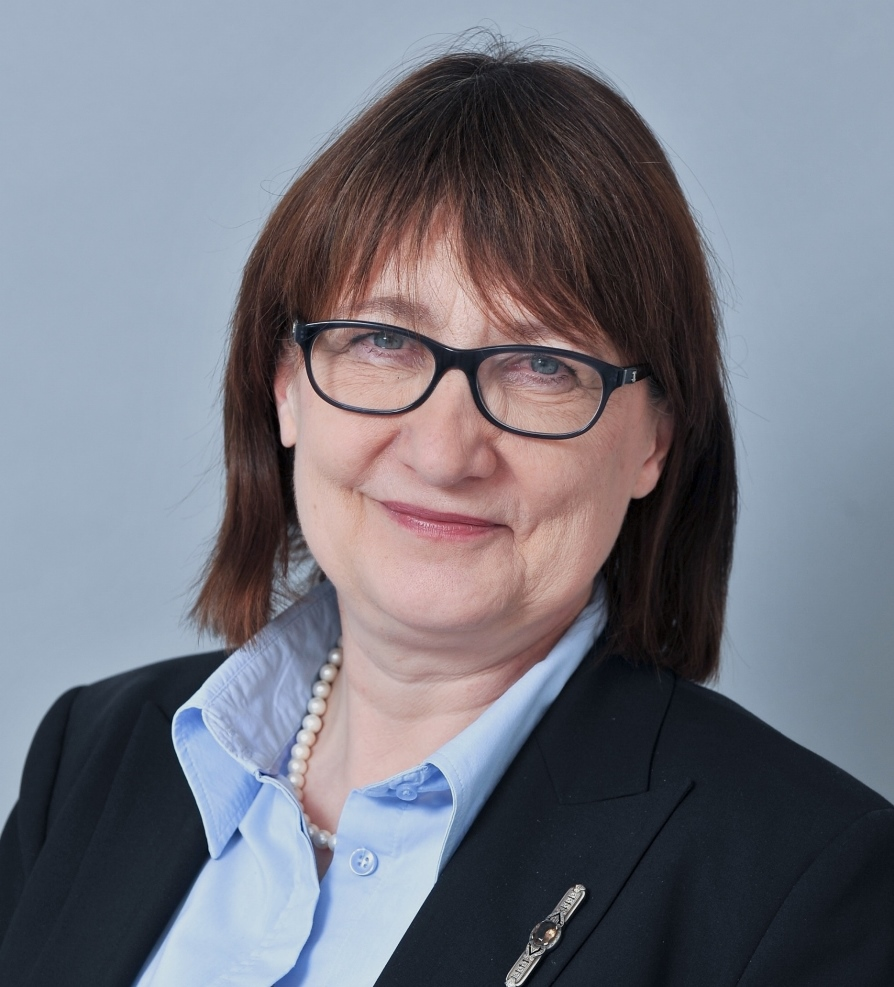
Christine Lang (2015)

Christine Lang (* 23. Dezember 1957 in Bochum) ist eine deutsche Mikrobiologin und Unternehmerin. Sie ist außerplanmäßige Professorin für Mikrobiologie und Molekulargenetik und lehrt Genetik am Institut für Biotechnologie der Technischen Universität Berlin. Von 2012 bis 2019 war sie Co-Vorsitzende des Bioökonomierates der Deutschen Bundesregierung. Nach wie vor ist sie Co-Vorsitzende des Internationalen Bioökonomierates.

## Leben und Wirken
Christine Lang wuchs gemeinsam mit vier Brüdern, darunter Joachim Lang, in Bochum auf. Sie studierte von 1976 bis 1981 an der Ruhr-Universität Bochum und der University of Sussex Biologie. 1985 promovierte sie zum Dr. rer. nat. in Biologie in Bochum im Bereich Molekulargenetik der Pilze mit einer Arbeit zum Thema: Extrachromosomale In-vitro-Genetik bei Pilzen – Chondriom-Vektoren bei Hefen. Danach arbeitete sie in der Industrieforschung bei der Hüls Chemie Forschungsgesellschaft, wo sie die Arbeitsgruppe für Genetik und Molekularbiologie aufbaute. 1993 wechselte sie zur Technischen Universität Berlin und habilitierte sich im Fach Mikrobiologie und Molekulare Genetik bei Ulf Stahl. An der TU Berlin ist sie außerplanmäßige Professorin für Mikrobiologie und Molekulargenetik und lehrt Genetik am Institut für Biotechnologie.
2001 gründete Lang gemeinsam mit Ulf Stahl die Organobalance GmbH, ein auf mikrobielle Stammentwicklung spezialisiertes Unternehmen, das u. a. einen auf Milchsäurebakterien basierenden Wirkstoff gegen Helicobacter pylori entwickelte. Die Organobalance GmbH gehört seit September 2016 zum dänischen Unternehmen Novozymes A/S. Zum 1. Juli 2018 gab Lang die langjährige Funktion als Geschäftsführerin von Organobalance-Novozymes Berlin auf, seit Dezember 2023 firmierte Novozymes nach einer Fusion zu Novonesis um.
Gemeinsam mit Bernd Wegener gründete sie im Jahr 2010 die Organobalance Medical AG, die heutige Belano Medical AG. 2019 wurde sie in den Vorstand berufen. Dort war sie für die Bereiche Forschung und Entwicklung zuständig. Das Unternehmen kooperierte seit 2021 mit der Firma Henkel und der Handelskette Müller. Mitte November 2023 meldete die Belano Medical AG Insolvenz an. Die Produktlinie und Marken werden von der Rigix GmbH mit Sitz in Ronnenberg bei Hannover fortgeführt.
Im Jahr 2024 gründete Christine Lang die Stiftung Biobasierte Zukunft, die Forschende und wissenschaftlichen Nachwuchs dabei unterstützen soll, sich mit biobasierten Prozessen zu befassen.

## Forschungsschwerpunkte
Ausgehend von ihrer mikrobiologischen Forschung beschäftigte sich Christine Lang vor allem mit der positiv zu nutzenden Wirkung von Hefen und Bakterien. Unter ihrer Leitung entstanden mehrere Studien, die unter anderem die vorbeugende Wirkung von Milchsäure-Bakterien gegen Karies belegten. In Zusammenarbeit mit BASF wurden ab 2007 aus den Bakterienstämmen Ausgangsstoffe für Zahnpasta und Zahnspülungen entwickelt.
Ein weiterer Schwerpunkt ihrer Forschung galt der biobasierten Vorbeugung und Behandlung von Helicobacter-Infektionen, die unter anderem im Verdacht stehen, Magenkrebs auszulösen. In von Lang initiierten und in ihren Unternehmen betriebenen Forschungen wurde auf Basis des Prinzips der spezifischen Co-Aggregation ein Milchsäurebakterienstamm identifiziert, der den Helicobacter-Keim im Körper bindet und unschädlich macht, Lactobacillus reuteri DSM17648. Der daraus resultierende Wirkstoff Pylopass und seine Herstellung ist durch mehrere Patente geschützt und wurde zunächst vom Schweizer Anbieter Lonza, später von Organobalance selbst vertrieben. Der Wirkstoff ist in weiteren Produkten zur Verwendung bei Helicobacter-Infektionen enthalten.
Lang setzt sich in ihrer Forschungstätigkeit auch für die Weiterentwicklung einer nachhaltigen Biotechnologie ein. Durch diese sogenannte weiße Biotechnologie sollen begrenzt vorhandene Rohstoffe optimal genutzt und Natur und Umwelt geschont werden. Sie ging der Frage nach, wie weit Hefen oder Pilze als Alternative zu fossilen Rohstoffen eingesetzt werden können. In Studien konnte nachfolgend belegt werden, dass zum Beispiel der für Hautpflege und medizinische Anwendungen wichtige Wirkstoff Squalen nicht wie bisher aus Haifischleber gewonnen werden muss, sondern durch Einsatz von Hefen erzeugt werden kann. Ebenso kann Bernsteinsäure mit Hilfe von Backhefe aus nachwachsenden Rohstoffen hergestellt und als natürlicher Ausgangsstoff für Kunststoffe genutzt werden. Dadurch werden die bei der herkömmlichen chemischen Synthese notwendigen hohen Temperaturen mit ihrem entsprechend hohen Energieverbrauch sowie umweltschädliche Lösungsmittel verzichtbar.

## Auszeichnungen (Auswahl)
- 2003: Darboven IDEE Förderpreis (2. Platz)
- 2008: Berliner Unternehmerin des Jahres (2. Platz)
- 2011: Journal of Dental Research Cover of the Year Award (1. Platz für die innovative Arbeit und das beste Foto)
- 2016: Nominierung Innovationspreis der deutschen Wirtschaft

## Beiräte und Kuratorien

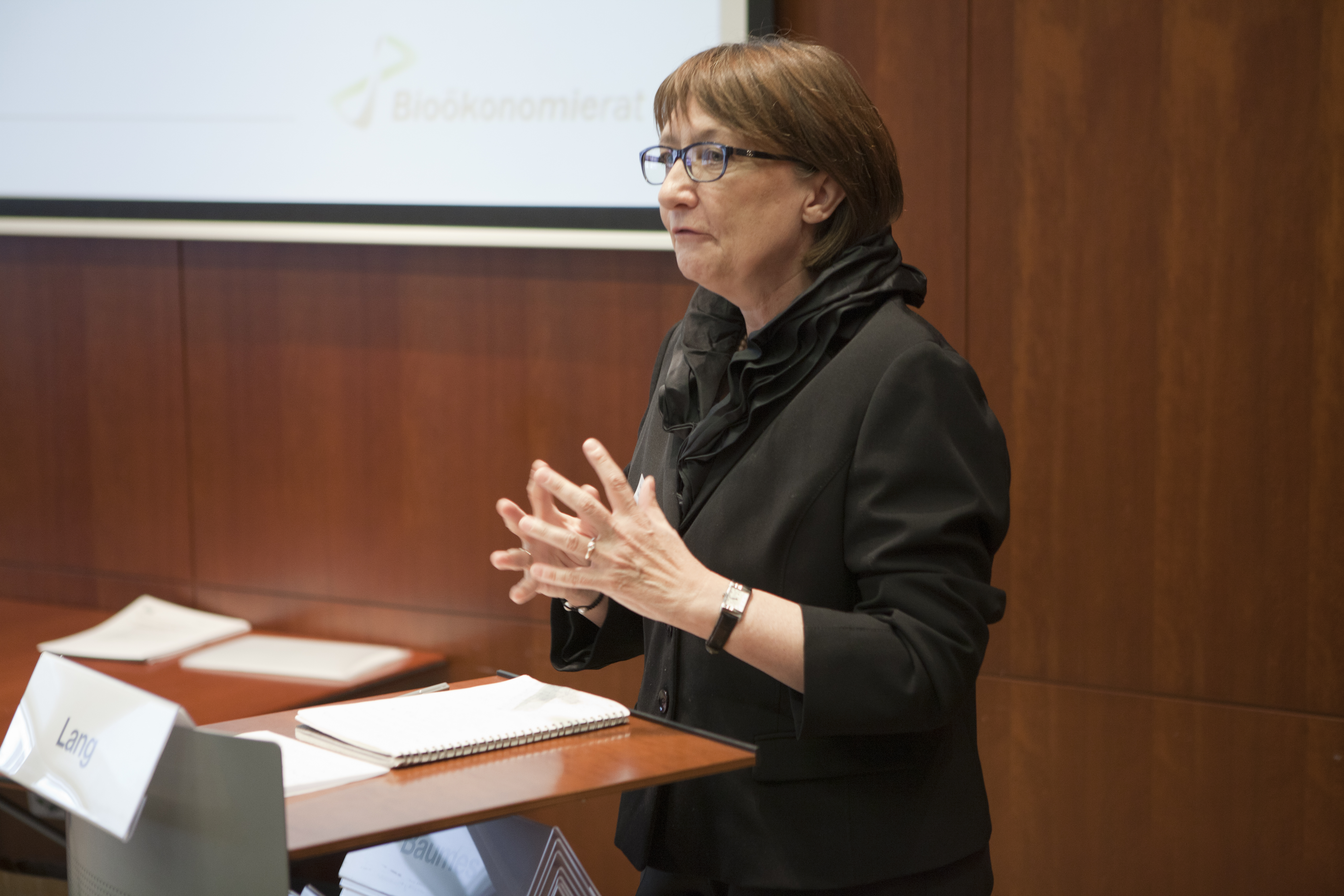
Christine Lang, Bioökonomie-Konferenz (2015)

Seit 2012 war Christine Lang gemeinsam mit dem Agrarökonomen Joachim von Braun Vorsitzende des Bioökonomierates der Deutschen Bundesregierung, der die Bundesregierung zur Weiterentwicklung der Bioökonomie in Deutschland berät. Mit Auslaufen der nationalen Forschungsstrategie im Juli 2019 endete auch die Laufzeit des Bioökonomierates.
- Vorstandsmitglied Deutsche Gesellschaft für Chemische Technik und Biotechnologie e. V.
- Vorstandsmitglied Deutsche Industrievereinigung Biotechnologie (Fachverband im Verband der Chemischen Industrie)
- seit 2013: Beirat der Vereinigung für Allgemeine und Angewandte Mikrobiologie (VAAM) als Vertreterin der Industriellen Mikrobiologie[26]
- 2017–2019: Vizepräsidentin der VAAM,[26] 2019–2021: Präsidentin[27]
- Kuratorium Fraunhofer IAP[28]
- Wissenschaftlicher Beirat Helmholtz-Zentrum für Umweltforschung – UFZ[29]
- Wissenschaftlicher Beirat Leibniz-Institut für Agrartechnik und Bioökonomie, Potsdam[30]
- Kuratorium/Board of Trustees Technische Universität München, Institut für Advanced Study – IAS[31]
- Beirat/Advisory Board der Cerefort GmbH, Füringen[32]
- Co-Vorsitzende der Arbeitsgruppe Industrielle Bioökonomie im Branchenverband der Biotechnologie BIO Deutschland[33]
- Co-Vorsitzende des Internationalen Bioökonomierates[34]

## Publikationen (Auswahl)

### Monografien
- Extrachromosomale In-vitro-Genetik bei Pilzen – Chondriom-Vektoren bei Hefen. Reihe: Bibliotheca mycologica. Bd. 102. J. Cramer in der Gebrüder-Borntraeger-Verlags-Buchhandlung, Berlin und Stuttgart 1986, ISBN 978-3-443-59003-1.
- mit Boris A. Shenderov, Alexander V. Sinitsa, Mikhail M. Zakharchenko: Metabiotics. Present State, Challenges and Perspectives. Springer Nature, Cham 2020, ISBN 978-3-030-34166-4.

### Zeitschriftenbeiträge (Auswahl)
- mit J. M. Tanzer, A. Thompson, L. Hareng, A. Garner, A. Reindl, Markus Pompejus: Caries Inhibition by and Safety of Lactobacillus paracasei DSMZ16671. In: Journal of Dental Research. Band 89, 2. Juni 2010, doi:10.1177/0022034510369460, S. 921–926.
- mit Andreas M. Raab: Oxidative versus reductive succinic acid production in the yeast Saccharomyces cerevisiae. In: Bioengineered Bugs, Band 2, Nr. 2, 1. März 2011, doi:10.4161/bbug.2.2.14549, S. 1–4.
- mit Andreas M. Raab, Verena Hlavacek, Natalia Bolotina: Shifting the Fermentative/Oxidative Balance in Saccharomyces cerevisiae by Transcriptional Deregulation of the Snf1 Upstream Activating Kinase Sak1p. In: Applied and environmental microbiology. Band 77, Nr. 6, 21. Januar 2011, doi:10.1128/AEM.02219-10, S. 1981–1989.
- mit Caterina Holz, Christiane Alexander, Christina Balcke, Margret Moré, Annegret Auinger, Maren Bauer, Lauren Junker, Jörg Grünwald, Markus Pompejus (2013): Lactobacillus paracasei DSMZ16671 Reduces Mutans Streptococci: A Short-Term Pilot Study. In: Probiotics and Antimicrobial Proteins. Band 5, 8. September 2013, doi:10.1007/s12602-013-9148-9, S. 259–263.
- mit Caterina Holz, Andreas Busjahn, Heidrun Mehling, Stefanie Arya, Mewes Boettner, Hajar Habibi: Significant reduction in Helicobacter pylori load in humans with non-viable Lactobacillus reuteri DSM17648. A pilot study. In: Probiotics and Antimicrobial Proteins. Band 7, Nr. 2, Juni 2015, doi:10.1007/s12602-014-9181-3, S. 91–100.
- mit Caterina Holz: Helicobacter-Infektion mit Bakterien bekämpfen. In: DZKF – Deutsche Zeitschrift für Klinische Forschung. Nr. 4, April 2015, S. 23–26.
- mit Beate El-Chichakli, Joachim von Braun, Daniel Barben, Jim Philp: Policy: Five cornerstones of a global bioeconomy. In: Nature. Band 535, Juli 2016, doi:10.1038/535221a, S. 221–223.
- mit Caterina Holz, J. Benning, M. Schaudt, A. Heilmann, J. Schultchen, D. Goelling: Novel bioactive from Lactobacillus brevis DSM17250 to stimulate the growth of Staphylococcus epidermidis: a pilot study. In: Beneficial Microbes. Band 8, Nr. 1, 2017, S. 121–131. pdf.
- Lactobacillus – Mikrobe des Jahres. Lactobacillus – Alleskönner für die Gesundheit? In: BioSpektrum. Band 24, Nr. 1, Februar 2018, doi:10.1007/s12268-018-0885-x, S. 23–26.